# Raptors 905 2021-2022
Questa voce raccoglie le informazioni riguardanti i Raptors 905 nella stagione NBA G League 2021-2022.

## Roster
| \| Pos. \| Num. \| Naz. \| Nome \| Altezza \| Peso \| Data nascita \| Provenienza \| \| ----- \| ---- \| ---- \| ------------------- \| ------- \| ------ \| ------------ \| ---------------------------------- \| \| AP \| 29 \| \| Antetokounmpo, Alex \| 203 cm \| 97 kg \| 26-08-2001 \| Grecia \| \| P \| 45 \| \| Banton, Dalano \| 201 cm \| 93 kg \| 07-11-1999 \| Nebraska \| \| G \| 6 \| \| Best, Aaron \| 193 cm \| 83 kg \| 09-01-1992 \| Ryerson \| \| AG \| 17 \| \| Bonga, Isaac \| 203 cm \| 82 kg \| 08-11-1999 \| Germania \| \| AP \| 11 \| \| Champagnie, Justin \| 198 cm \| 93 kg \| 29-06-2001 \| Pittsburgh \| \| C \| 45 \| \| Gilmore, Michael \| 208 cm \| 100 kg \| 11-01-1995 \| Virginia Commonwealth \| \| P \| 0 \| \| Hagans, Ashton \| 191 cm \| 86 kg \| 08-08-1999 \| Kentucky \| \| AG \| 7 \| \| Harris, Kevon \| 198 cm \| 98 kg \| 24-06-1997 \| Stephen F. Austin State University \| \| AP/AG \| 3 \| \| Hall, Josh \| 206 cm \| 86 kg \| 08-10-2000 \| Moravian Academy \| \| G \| 13 \| \| Johnson, David \| 193 cm \| 93 kg \| 26-02-2001 \| Louisville \| \| G \| 17 \| \| Noel, Obadiah \| 193 cm \| 84 kg \| 28-06-1999 \| Massachusetts Lowell \| \| C \| 4 \| \| Smith, Justin \| 198 cm \| 98 kg \| 01-03-1999 \| Arkansas \| \| P \| 5 \| \| Tyree, Breein \| 188 cm \| 88 kg \| 13-01-1998 \| Mississippi \| | Allenatore - Patrick Mutombo Assistente/i - John Bennett - Alex Beene - Travon Bryant - Ashton Smith - Chris Thomas Legenda - (C) Capitano - (FA) Free agent - (S) Sospeso - (C) Capitano - (DP) Scelta non firmata - (FA) Free agent - Infortunato Roster · Ultima transazione: 10 aprile 2022 |                                            |                     |         |        |              |                                    |
| Pos. | Num. | Naz.                                       | Nome                | Altezza | Peso   | Data nascita | Provenienza                        |
| AP | 29 | Nigeria (bandiera) · Grecia (bandiera)     | Antetokounmpo, Alex | 203 cm  | 97 kg  | 26-08-2001   | Grecia                             |
| P | 45 | Canada (bandiera)                          | Banton, Dalano      | 201 cm  | 93 kg  | 07-11-1999   | Nebraska                           |
| G | 6 | Canada (bandiera)                          | Best, Aaron         | 193 cm  | 83 kg  | 09-01-1992   | Ryerson                            |
| AG | 17 | Germania (bandiera)                        | Bonga, Isaac        | 203 cm  | 82 kg  | 08-11-1999   | Germania                           |
| AP | 11 | Stati Uniti (bandiera)                     | Champagnie, Justin  | 198 cm  | 93 kg  | 29-06-2001   | Pittsburgh                         |
| C | 45 | Stati Uniti (bandiera) · Belgio (bandiera) | Gilmore, Michael    | 208 cm  | 100 kg | 11-01-1995   | Virginia Commonwealth              |
| P | 0 | Stati Uniti (bandiera)                     | Hagans, Ashton      | 191 cm  | 86 kg  | 08-08-1999   | Kentucky                           |
| AG | 7 | Stati Uniti (bandiera)                     | Harris, Kevon       | 198 cm  | 98 kg  | 24-06-1997   | Stephen F. Austin State University |
| AP/AG | 3 | Stati Uniti (bandiera)                     | Hall, Josh          | 206 cm  | 86 kg  | 08-10-2000   | Moravian Academy                   |
| G | 13 | Stati Uniti (bandiera)                     | Johnson, David      | 193 cm  | 93 kg  | 26-02-2001   | Louisville                         |
| G | 17 | Stati Uniti (bandiera)                     | Noel, Obadiah       | 193 cm  | 84 kg  | 28-06-1999   | Massachusetts Lowell               |
| C | 4 | Stati Uniti (bandiera)                     | Smith, Justin       | 198 cm  | 98 kg  | 01-03-1999   | Arkansas                           |
| P | 5 | Stati Uniti (bandiera)                     | Tyree, Breein       | 188 cm  | 88 kg  | 13-01-1998   | Mississippi                        |

## Draft

### Gennaio
| Giro | Scelta | Giocatore    | Ruolo  | Nazionalità | Università/Squadra |
| ---- | ------ | ------------ | ------ | ----------- | ------------------ |
| 1    | 11     | Kevon Harris | G / AP | Stati Uniti | SFA Lumberjacks    |
| 1    | 15     | Gary Payton  | AP / G | Stati Uniti | Oregon St. Beavers |

### Ottobre
| Giro | Scelta | Giocatore       | Ruolo | Nazionalità | Università/Squadra |
| ---- | ------ | --------------- | ----- | ----------- | ------------------ |
| 2    | 5      | Tahj Eaddy      | P / G | Stati Uniti | USC Trojans        |
| 2    | 15     | Blake Francis   | P     | Stati Uniti | Richmond Spiders   |
| 3    | 7      | Tristan Jarrett | G     | Stati Uniti | Jackson St. Tigers |

## Uniformi
Il fornitore ufficiale del materiale tecnico per la stagione 2021-2022 è Nike.
- Casa

| Association |

- Trasferta

| Icon |

- Terza

| Icon |

## Classifiche

### Showcase Cup

#### East Division
| Pos | Squadra                       | V  | P | %    | GB |
| --- | ----------------------------- | -- | - | ---- | -- |
| 1   | y – Delaware Blue Coats (PHI) | 11 | 1 | ,917 | —  |
| 2   | x – Maine Celtics (BOS)       | 10 | 2 | ,833 | 1  |
| 3   | Capital City Go-Go (WAS)      | 6  | 6 | ,500 | 5  |
| 4   | Westchester Knicks (NYK)      | 4  | 8 | ,333 | 7  |
| 5   | Long Island Nets (BKN)        | 4  | 8 | ,333 | 7  |
| 6   | Raptors 905 (TOR)             | 4  | 8 | ,333 | 7  |
| 7   | College Park Skyhawks (ATL)   | 3  | 9 | ,250 | 8  |